# Дунай (минный транспорт, 1891)
Дунай, 1 мая, Гидрограф - минный транспорт Черноморского флота Российской империи типа «Буг», второй из серии. С 1924 года - гидрографическое судно.

## Основные характеристики
Водоизмещение: 1490 т.
Размеры: длина — 62,2 м, ширина — 10,4 м, осадка — 4,6 м.
Скорость полного хода: 14,2 узла.
Дальность плавания: 2150 миль при 8 узлах, 680 миль при 14,2 узлах.
Силовая установка: 2 паровых машины, 1400 л. с., 2 вала.
Вооружение: 425 (350 после 1912 г.) мин заграждения, 4х1 47-мм орудия; после 1915 г.: 2х1 75-мм, 4х1 47-мм орудия, 2х1 7,62-мм пулемёта; после 1919 г.: 3х1 75 мм орудия
Экипаж: 226 чел.

## История службы
Опыт боевого применения морского минного оружия в период русско-турецкой войны 1877—1878 годов привлёк внимание со стороны руководства русского императорского флота к разработке методов ведения миной войны в акваториях и способам постановки минных заграждений. В 1888 году в рамках кораблестроительной программы 1885 года Морским министерством был объявлен конкурс на проект минного транспорта. Из проектов, представленных на конкурс в 1889 году лучшим был признан проект шведской фирмы «Zindhozmen» из Гётеборга). В том же году фирма получила заказ от морского министерства на постройку серии из двух кораблей. Они были заложены в январе 1891 года на гётеборгской верфи. 30 мая того же года были зачислены в корабельный состав Черноморского флота под названиями «Буг» и «Дунай». 
13 ноября 1891 года минный транспорт «Дунай» был спущен на воду, а 20 апреля 1893 года вступил в строй в составе практической эскадры Черноморского флота.
С 10 октября 1907 года корабль проходил службу в минной дивизии Черноморского флота в качестве минного заградителя. С августа по декабрь 1913 года на Севастопольском судоремонтном заводе прошёл капитальный ремонт, в ходе которого были заменены конструктивные элементы верхней и жилой палуб, а также водогрейные трубки паровых котлов.
В период Первой мировой войны действовал в составе отряда кораблей по охране северо-западного водного района Чёрного моря. В 1915 году проходил текущий ремонт на Севастопольском судоремонтном заводе, в ходе которого на "Дунае" были дополнительно установлены две 75 мм и одно 50 мм орудия.
В апреле 1918 года был поставлен на хранение в порту Севастополя. В течение года был захвачен немецкими войсками, а затем перешёл в руки английской военной администрации. В апреле 1919 г. после снятия с хранения и ремонта был включён в состав Морских сил Юга России. При эвакуации из Крыма русской армии Врангеля был оставлен в Севастопольском порту и 14 ноября 1920 года был захвачен войсками РККА.
В декабре 1920 года был включён в корабельный состав Морских сил Чёрного моря РККФ в качестве минного заградителя. Со второй половины 1921 по январь 1922 г. проходил очередной ремонт на Севастопольском судоремонтном заводе, после которого 14 февраля 1922 года вновь включён в состав флота в качестве транспорта. С 03.08.1922 г. после необходимого переоборудования вновь использовался в качестве минного заградителя. 31.12.1922 г. корабль был переименован и стал называться "1 мая". К 29 октября 1924 года был выведен из боевого состава МСЧМ и переоборудован в гидрографическое судно. С 28 апреля 1928 года вновь переоборудован и включён в состав отряда кораблей охраны водного района главной военно-морской базы МСЧМ.
1 января 1932 года получает наименование «Гидрограф» и используется в качестве гидрографического судна. В 1934 году выводится из состава Черноморского флота и ставится на хранение. 4 июня.1940 года снимается с хранения и передаётся в состав гидрографической службы Черноморского флота.
4 ноября 1941 года Гидрограф на буксире сторожевого корабля «Петраш» вышло из Севастополя в Туапсе. В 15 ч. 08 м. корабли зашли в порт Ялты. Почти сразу же после выхода из порта корабли были атакованы немецкой авиацией. От разрывов бомб на Гидрографе возникла течь, поступление воды остановить не удалось и он затонул в 19 милях к востоку от Ялты. Команда была снята.

## Командиры судна
Командирами минного транспорта «Дунай» в разное время служили:
28.07.1903 — хх.хх.хххх — капитан 2-го ранга Сапсай, Алексей Дмитриевич
хх.хх.1909 — хх.хх.1911 — капитан 2-го ранга Лебединский, Алексей Ильич